# Kipkemboi Cheruiyot
Kipkemboi Cheruiyot (né le 10 août 1970) est un athlète kényan, spécialiste du 3 000 m steeple. 

## Biographie
Il remporte la médaille d'or du 3 000 m steeple lors des championnats d'Afrique 1996, à Yaoundé au Cameroun, dans le temps de 8 min 38 s 72.

### Palmarès
| Date | Compétition            | Lieu    | Résultat | Épreuve         | Performance   |
| ---- | ---------------------- | ------- | -------- | --------------- | ------------- |
| 1996 | Championnats d'Afrique | Yaoundé | 1er      | 3 000 m steeple | 8 min 38 s 72 |

### Records
| Épreuve         | Performance   | Lieu    | Date         |
| --------------- | ------------- | ------- | ------------ |
| 3 000 m steeple | 8 min 38 s 72 | Yaoundé | 16 juin 1996 |